# Gotiska
Gotiska (i äldre texter razda eller *gutnisko razda), är ett utdött östgermanskt språk som talades av goterna. Det är det enda bevarade språket i den östgermanska grenen av den germanska språkfamiljen. Grenen innefattar också burgundernas, gepidernas, herulernas, rugiernas, skirernas och vandalernas språk.

## De tidigaste spåren av språket
De tidigaste bevarade inskrifterna på (vad som tolkats som) gotiska härrör från 200-talet och är ristade med urgermanska runor. Exempel är Pietroassaringen, funnen i dagens Rumänien. Språket blev ett skriftspråk i och med biskop Wulfilas bibelöversättning på 300-talet; det är sannolikt att han skapade ett eget gotiskt alfabet, med drag från runraden men framför allt romersk och grekisk skrift, för detta ändamål. Bevarade gotiska skrifter som exempelvis Silverbibeln är de äldsta bevarade germanska skrifterna.

## Västgotiska
I de iberiska (spanska och portugisiska) områdena talades gotiska kanske fram till den arabiska erövringen av iberiska halvön år 711-720. Spanska och portugisiska språken har åtskilliga ord som hämtats från tiden under västgotiskt styre. I det sydfrankiska området Septimanien (Languedoc), fanns åtminstone ännu i slutet av 700-talet en västgotisk befolkning som hade kännedom om gotiska, dess speciella alfabet och gotiska biblar, även om vi inte säkert kan veta om de fortfarande talade gotiska.

## Östgotiska
Östgotiska områden där gotiska talats inkluderar nuvarande Ukraina, Rumänien, Bulgarien, Italien och norra Balkan. Det östgotiska inflytandet avtog i alla dessa områden under tiden efter Theoderiks död och in i medeltiden. Sist fanns goter och gotiskt språk (krimgotiska) kvar på Krim bland krimgoterna, språket finns belagt så sent som på 1560-talet. I Sydeuropa finns endast gotiska spår kvar i några lånord i de romanska språken.

## Det gotiska alfabetet
Det gotiska alfabetet bygger på det grekiska alfabetet men slänger in vissa äldre runor och vissa nyskapelser, möjligen via latinska exempel, för att fylla ut den gotiska fonologin.

| Unicode         | 𐌰       | 𐌱      | 𐌲      | 𐌳      | 𐌴       | 𐌵    | 𐌶   | 𐌷   | 𐌸   | 𐌹       | 𐌺   | 𐌻   | 𐌼   | 𐌽   | 𐌾   | 𐌿       | 𐍀   | 𐍁  | 𐍂   | 𐍃   | 𐍄   | 𐍅      | 𐍆   | 𐍇   | 𐍈     | 𐍉       | 𐍊   |
| --------------- | ------- | ------ | ------ | ------ | ------- | ---- | --- | --- | --- | ------- | --- | --- | --- | --- | --- | ------- | --- | -- | --- | --- | --- | ------ | --- | --- | ----- | ------- | --- |
| Motsvarighet    | a       | b      | g      | d      | e       | q    | z   | h   | þ   | i       | k   | l   | m   | n   | j   | u       | p   | –  | r   | s   | t   | w      | f   | x   | ƕ, hw | o       | –   |
| Fonetik         | /a, a:/ | /b, β/ | /g, ŋ/ | /d, ð/ | /e, e:/ | /kʷ/ | /z/ | /h/ | /θ/ | /i, i:/ | /k/ | /l/ | /m/ | /n/ | /j/ | /u, u:/ | /p/ | –  | /r/ | /s/ | /t/ | /w, y/ | /f/ | kʰ  | /ʍ/   | /o, o:/ | –   |
| Numeriskt värde | 1       | 2      | 3      | 4      | 5       | 6    | 7   | 8   | 9   | 10      | 20  | 30  | 40  | 50  | 60  | 70      | 80  | 90 | 100 | 200 | 300 | 400    | 500 | 600 | 700   | 800     | 900 |

Genom att skriva en punkt eller ett streck över en bokstav kunde den användas för att representera ett tal. Skriften skrevs scriptio continua – utan mellanrum mellan orden. Omkring 3 000 lexem (ord i grundbetydelse) är kända.

## Exempel
Deklination av personalpronomina i gotiska:
| Numerus  | Person | Genus      | Nominativ | Ackusativ   | Genitiv | Dativ       |
| -------- | ------ | ---------- | --------- | ----------- | ------- | ----------- |
| Singular | 1.     |            | ik        | mik         | meina   | mis         |
| Singular | 2.     |            | þu        | þuk         | þeina   | þus         |
| Singular | 3.     | Maskulinum | is        | ina         | ize     | imma        |
| Singular | 3.     | Femininum  | si        | ija         | izos    | izái        |
| Singular | 3.     | Neutrum    | ita       | ita         | is      | imma        |
| Dual     | 1.     |            | wit       | ugkis       | *ugkara | ugkis       |
| Dual     | 2.     |            | *jut      | igqis       | igqara  | igqis       |
| Plural   | 1.     |            | weis      | uns (unsis) | unsara  | unsis (uns) |
| Plural   | 2.     |            | jus       | izwis       | izwara  | izwis       |
| Plural   | 3.     | Maskulinum | eis       | ins         | ize     | im          |
| Plural   | 3.     | Femininum  | ijos      | ijos        | izo     | im          |
| Plural   | 3.     | Neutrum    | ija       | ija         | ize     | im          |

### Herrens bönpå gotiska
| Atta unsar þu in himinam, weihnai namo þein. Qimai þiudinassus þeins. Wairþai wilja þeins, swe in himinam jah ana airþai. Hlaif unsarana þana sinteinan gif uns himma daga, jah aflet uns þatei skulans sijaima, swaswe jah weis afletam þaim skulam unsaraim. Jah ni briggais uns in fraistubnjai, ak lausei uns af þamma ubilin; unte þeina ist þiudangardi jah mahts jah wulþus in aiwins. Amen. | 𐌰𐍄𐍄𐌰 𐌿𐌽𐍃𐌰𐍂 𐌸𐌿 𐌹𐌽 𐌷𐌹𐌼𐌹𐌽𐌰𐌼: 𐍅𐌴𐌹𐌷𐌽𐌰𐌹 𐌽𐌰𐌼𐍉 𐌸𐌴𐌹𐌽: 𐌵𐌹𐌼𐌰𐌹 𐌸𐌹𐌿𐌳𐌹𐌽𐌰𐍃𐍃𐌿𐍃 𐌸𐌴𐌹𐌽𐍃: 𐍅𐌰𐌹𐍂𐌸𐌰𐌹 𐍅𐌹𐌻𐌾𐌰 𐌸𐌴𐌹𐌽𐍃: 𐍃𐍅𐌴 𐌹𐌽 𐌷𐌹𐌼𐌹𐌽𐌰 𐌾𐌰𐌷 𐌰𐌽𐌰 𐌰𐌹𐍂𐌸𐌰𐌹. 𐌷𐌻𐌰𐌹𐍆 𐌿𐌽𐍃𐌰𐍂𐌰𐌽𐌰 𐌸𐌰𐌽𐌰 𐍃𐌹𐌽𐍄𐌴𐌹𐌽𐌰𐌽 𐌲𐌹𐍆 𐌿𐌽𐍃 𐌷𐌹𐌼𐌼𐌰 𐌳𐌰𐌲𐌰: 𐌾𐌰𐌷 𐌰𐍆𐌻𐌴𐍄 𐌿𐌽𐍃 𐌸𐌰𐍄𐌴𐌹 𐍃𐌺𐌿𐌻𐌰𐌽𐍃 𐍃𐌹𐌾𐌰𐌹𐌼𐌰: 𐍃𐍅𐌰𐍃𐍅𐌴 𐌾𐌰𐌷 𐍅𐌴𐌹𐍃 𐌰𐍆𐌻𐌴𐍄𐌰𐌼 𐌸𐌰𐌹𐌼 𐍃𐌺𐌿𐌻𐌰𐌼 𐌿𐌽𐍃𐌰𐍂𐌰𐌹𐌼. 𐌾𐌰𐌷 𐌽𐌹 𐌱𐍂𐌹𐌾𐌾𐌰𐌹𐍃 𐌿𐌽𐍃 𐌹𐌽 𐍆𐍂𐌰𐌹𐍃𐍄𐌿𐌱𐌽𐌾𐌰𐌹: 𐌰𐌺 𐌻𐌰𐌿𐍃𐌴𐌹 𐌿𐌽𐍃 𐌰𐍆 𐌸𐌰𐌼𐌼𐌰 𐌿𐌱𐌹𐌻𐌹𐌽; 𐌿𐌽𐍄𐌴 𐌸𐌴𐌹𐌽𐌰 𐌹𐍃𐍄 𐌸𐌹𐌿𐌳𐌰𐌽𐌲𐌰𐍂𐌳𐌹 𐌾𐌰𐌷 𐌼𐌰𐌷𐍄𐍃 𐌾𐌰𐌷 𐍅𐌿𐌻𐌸𐌿𐍃 𐌹𐌽 𐌰𐌹𐍅𐌹𐌽𐍃. 𐌰𐌼𐌴𐌽. |

### Fonetiken i exemplet
- ai (𐌰𐌹) uttalas /aɪ/, ömsom /e/.
- ei (𐌴𐌹) uttalas /iː/.
- au (𐌰𐌿) uttalas /aʊ/, ömsom /ʊ/.
- q (𐌵) uttalas /kʷ/.
- gg (𐌲𐌲) i "briggais" uttalas /ŋg/
- þ (𐌸) är det tonlösa 'läspljudet' /θ/.
- h (𐌷) uttalas oftast /χ/ när det står före en konsonant, men /h/ när det står ensamt i början av ord.

## Släktskap med nordiska språk
Det har påvisats av en del språkforskare (bland andra Elias Wessén och Dietrich Hoffman) att det finns en särskilt nära släktskap mellan gotiska och de nordiska språken, i synnerhet gutniskan på Gotland med vilken den delade vissa intressanta egenheter. Den internationella uppfattningen är att gotiskan inte stod närmare urnordiskan än andra germanska språk.
Substantiven kunde böjas i två numerus: singularis och pluralis, men i fem kasus: nominativ, ackusativ, dativ, genitiv och vokativ. Adjektiven böjs efter genus, numerus och kasus. Pronomina böjs efter genus, numerus och kasus. Verb har pluralis, men även en dualform förutom singularis, samt separata former för tredje person singularis och pluralis imperativ. Verbet var oböjligt i passiv form presens.